# Gesù è mio fratello/Lacrime di marzo
Gesù è mio fratello/Lacrime di marzo è un singolo di Mia Martini pubblicato il 30 ottobre 1971 dalla RCA Italiana.

## La canzone
Gesù è mio fratello fu scritta da Franco Fabiano Tosi (che usa lo pseudonimo Oremus) per il testo e da Antonio Coggio e Claudio Baglioni per la musica, inaugurò il filone spirituale della cantante calabrese e nonostante avesse avuto una buona promozione televisiva, il disco vendette pochissime copie.
Sul retro del singolo è presente la cover di Lacrime di marzo scritta sempre da Claudio Baglioni su musica di Antonio Coggio che Baglioni aveva inciso l'anno prima nel suo album di debutto.
Il brano parla della disperazione di una donna dopo la rottura col suo uomo e sa che non troverà pace fino a quando non si toglierà la vita.

## Cover
Gesù è mio fratello venne ricantata da Baglioni e pubblicata nell'album Solo nel 1977 con il titolo modificato in Gesù, caro fratello e il testo in dialetto romanesco.

## Tracce
Lato A
1. Gesù è mio fratello – 3:57 (testo: Oremus – musica: Antonio Coggio e Claudio Baglioni; edizioni musicali RCA)

Lato B
1. Lacrime di marzo – 3:34 (testo: Claudio Baglioni – musica: Antonio Coggio; edizioni musicali Amici del Disco)